# Justy Wind The Begining
Justy Wind The Beginning (ジャスティーウィンド外伝) es una película japonesa, del 28 de noviembre de 2008, producida por Zen Pictures. Es una película del género tokusatsu, de acción y aventuras, con artes marciales, dirigido por Sosuke Higashimura, y protagonizada por Ayumi Onodera, Yuuki Kurata, Shiori Kawana. 
El idioma es en japonés, pero también está disponible con subtítulos en inglés, en DVD o descargable por internet.

## Saga de Justy Wind
- Ninja Special Forces Justy Wind - Righ Mind - (2007)
- Ninja Special Forces Justy Wind - Bad Copy - (2007)
- Justy Wind The Begining (2008)
- Ninja Special Agent Justy Wind vs. Evil American Comic Books Characters - 1 (2010)
- Ninja Special Agent Justy Wind vs. Evil American Comic Books Characters - 2 (2010)

## Argumento
Azuki Yashiro se transforma en Mighty Wind, para luchar contra la organización malvada Yelord. Después de una prolongada y dura batalla contra Keela y su monstruo de hierro llamado MetaRose, Azuki empieza a tener signos de fatiga. Poco a poco sabe que va a ser derrotada, pero Maina Kusaka acude en su ayuda, la "Justy Wind Verde".
MetaRose tiene como táctica introducir una semilla en el cuerpo de su oponente, para que florezca con la cualidad de que le absorbe toda su energía. La táctica da resultado , y ambas Justy Wind son capturadas. Ahora deberán tratar de liberarse de las garras de MetaRose y el malvado Keela.